# ДП (01—08)
ДП (Дизель-Поезд) с порядковыми номерами от 01 до 08 — серия дизель-поездов, строившихся в 1949-1952 годах венгерским заводом Ганц (венг. Ganz vállalatok), Будапешт, для железных дорог СССР. Для отличия от поступивших ранее дизель-поездов ДП с порядковыми номерами от 1 до 10 в их номера была введена цифра 0 (и могут условно обозначаться ДП-0 или ДП-0X).
Конструкция этих дизель-поездов стала развитием серии «Hargita», строившейся заводом с 1944 года. C 1951 по 1958 год дизель-поезда работали в качестве курьерских, а впоследствии — скорых, на маршруте Москва-Октябрьская — Ленинград (Октябрьская железная дорога) и являлись наиболее быстрыми и комфортабельными поездами своего времени на железных дорогах Советского Союза.
C 1958 года дизель-поезда эксплуатировались на линии Ленинград — Нарва — Таллин. Часть дизель-поездов была передана в парк Литовской железной дороги, где с декабря 1960 года эксплуатировалась, в частности, на маршруте Вильнюс — Рига — Таллин. Ко второй половине 1960-х годов большинство дизель-поездов серии ДП были выведены из эксплуатации. Часть из них ещё некоторое время работала, обеспечивая перевозки на ведомственных линиях ряда промышленных предприятий. До настоящего времени ни один из дизель-поездов этой серии не сохранился.

## История создания и эксплуатации

### Проектирование
В 1944 году на заводе Ганц были начаты работы по проектированию шестивагонных дизель-поездов, являвшихся дальнейшим развитием серии «Hargita», строившейся заводом для венгерских государственных железных дорог. Проектирование поездов было прервано Второй мировой войной. В 1946 году, в счёт репарационных поставок со стороны Венгрии, в СССР были доставлены 10 уже построенных трёхвагонных дизель-поездов ДП сходной конструкции. К постройке поездов завод вернулся в 1949 году. Изначально «Машиноимпорт» заказал 20 поездов — построены были восемь. Первый дизель-поезд серии прибыл в Советский Союз в 1950 году; в том же году поступило ещё два поезда. Эти три состава получили обозначения ДП-01 — ДП-03. Ноль в номере поезда стал зна́ком, отличавшим серию шестивагонных дизель-поездов от трёхвагонных, получивших подобное обозначение. В общей сложности с 1949 по 1952 годы было построено 8 составов (48 вагонов, в том числе 16 моторных (головных) и 32 прицепных).

### Испытания
28 июня 1950 года в 5:55 шестивагонный дизель-поезд ДП-01 с Ленинградского вокзала отправился в испытательный рейс. Путь от Москвы до Ленинграда был пройден за 7,5 часов при средней скорости 93 км/ч. Летом того же года совершена испытательная поездка по маршруту Москва — Сочи, для которой дизель-поезду была выделена скоростная нитка (поезд был введён в общесетевое расписание периодичностью «по особому назначению» и следовал под нумерацией № 1/2), время в пути составило 37 ч. Расход топлива на 1 км пробега составил 2,4-2,5 кг, что при запасе топлива 4140 л обеспечивало движение без экипировки на расстояние более 1000 км. Коэффициент полезного действия силовой установки, отнесённый к ободу движущих колёс, при скоростях 30-104 км/ч достигал 28-30 %. Одновременно с этим было установлено, что особенности работы электрической передачи позволяют достигнуть максимальной мощности дизеля только на скоростях выше 70 км/ч, что предопределило эксплуатацию дизель-поезда на высоких скоростях движения.
После испытаний дизель-поезда были приписаны к депо Перерва Московско-Курско-Донбасской железной дороги и стали эксплуатироваться на линии Москва — Ленинград. В дальнейшем они были переданы в парк Октябрьской железной дороги (в 1954 году в моторвагонное депо Ленинград-Балтийский).

### Эксплуатация

Дизель-поезд ДП-07 на Ленинградском вокзале Москвы.

12 апреля 1951 года дизель-поезд совершил первую поездку с пассажирами по маршруту Ленинград — Москва. В первый рейс состав повёл машинист-дизелист Тищенко.
С 10 мая 1951 года поезд был введён в постоянное обращение как курьерский № 7/8 с остановками только на станциях Бологое и Калинин (10 минут) и в пути находился на 1 ч. 55 мин. меньше, чем «Красная стрела» — самый скорый поезд страны, за счёт отсутствия длительных стоянок в пути для снабжения паровоза водой и смены локомотива. К 1956 году поезд № 7/8 был исключён из расписания с заменой на скорые поезда № 9/10 и 13/14, следовавшие с остановками на станциях Чудово, Малая Вишера, Бологое, Лихославль, Калинин.
Этим поездам допускалось развивать на перегонах значительную по тем меркам скорость — до 120 км/ч, что по праву делало их скоростными. В целях безопасности работники железной дороги получили указание не приближаться к поезду ближе чем на 5 метров во время его проследования. Среди пассажиров вскоре вошло в обиход выражение «поехать в Москву на дизель-поезде», а то и проще «на дизеле», так как дизель-поезда отличались высоким уровнем комфорта, не уступающим даже «Красной стреле». Благодаря этому поезда с номерами 9/10 и 13/14 пользовались высокой популярностью.
Изначально поезда были окрашены в стандартный для фирменных поездов того времени тёмно-синий цвет. Под окнами имелась белая полоса с тонкими красными полосками по краям, скаты крыши окрашивались в белый цвет. В 1956 году поезда были перекрашены по той же схеме в зелёный цвет. В 1957 году поезда были перекрашены по схеме красный низ — кремово-жёлтый верх, ставшей стандартной для фирменных поездов.
В 1958 году дизель-поезда были переданы в локомотивное депо Ленинград-Варшавский и работали на линии Ленинград — Нарва — Таллин. После ремонта в дорожных мастерских станций Унеча или Вильнюс шестивагонные дизель-поезда были переданы в депо дизельных поездов Вильнюс-дизельное Литовской железной дороги (станция Новая Вильня) и с декабря 1960 года эксплуатировались, в частности, на маршруте Вильнюс — Рига — Таллин.
Большинство шестивагонных дизель-поездов закончило свою работу в 1961 году. Часть их впоследствии использовалась для перевозки пассажиров на комбинатах «Кузбассуголь» и «Тулауголь». Четыре вагона ДП-06 из Риги в 1969 году передали Щёкинскому погрузочно-транспортному управлению для организации местных перевозок по ведомственной ветке. По характерной окраске и стране-производителю дизель-поезд получил прозвище «Голубой Дунай». Состав проработал в Промтрансуправлении до начала 1980-х годов, затем был отставлен от работы и снят с тележек. В 2003 году головной вагон дизель-поезда ДП-06 использовался как хозяйственная постройка на станции Щёкино, где находился до 2010 года, после чего был порезан.

## Общие сведения

### Технические характеристики
Основные параметры дизель-поезда серии ДП:
- Размеры:
  - Длина по осям автосцепок — 158 700 мм;
  - Ширина — 3010 мм;
  - Высота — 3910 мм;
  - Диаметр колёс — 1050 мм;
- Масса:
  - Поезда порожняя — 354 т;
  - Поезда рабочая — 375 т;
  - Моторного вагона — 85 т;
  - Прицепного вагона — 55 т;
- Число сидячих мест — 164;
- Тяговые характеристики:
  - Часовая мощность главных дизелей — 2×600 л. с.;
  - Касательная сила тяги на ободах движущих колёс — до 18 700 кгс;
  - Конструкционная скорость — 105 км/ч;
  - Ускорение при пуске — 0,3—0,39 м/с2;
- Запас топлива — 4140 л.

### Составность
Составы дизель-поездов формировались из двух моторных головных вагонов (Мг) и четырёх прицепных промежуточных (Пп) по обычной схеме: моторный вагон — прицепные вагоны — моторный вагон. Осевая формула — (1—20+2)+4·(2—2)+(2+20—1).

## Конструкция

### Кузов
Рамы, стенки, дуги крыши дизель-поезда были выполнены из стальных элементов, соединённых сваркой; наружная обшивка кузовов из листовой стали крепилась к стойкам боковых стенок также сваркой. Подвагонное оборудование закрывалось съёмными кожухами, лобовые части вагонов имели обтекаемую форму. Моторные вагоны имели массу 85 т; при этом нагрузка на рельсы от движущих колёсных пар составляла 18,7 тс; прицепные вагоны весили около 55 т
Вагоны дизель-поезда соединялись автосцепками системы Ганц без фрикционных аппаратов, функции последних частично выполняли буфера. Для возможности передвижения дизель-поезда локомотивом моторные вагоны со стороны кабины управления оборудовались крюками винтовой сцепки, рассчитанными на тяговое усилие 25 тс.

### Ходовая часть
Кузова моторных вагонов опирались на одну трёхосную и одну двухосную тележки, прицепных вагонов — на две двухосные. Рамы тележек сварной конструкции, изготовленные из листовой и фасонной стали, имели челюсти для роликовых букс.
Нагрузка от кузова на боковины рамы трёхосной тележки передавалась через четыре скользуна, располагавшихся по окружности, центр которой совпадал с теоретическим центром поворота тележки, а от рамы на буксы — через восемь двойных спиральных пружин и балансиров. Первая колёсная пара с головы поезда являлась поддерживающей, вторая и третья были движущими и приводились в движение тяговыми электродвигателями с опорно-осевым подвешиванием. Зубчатые передачи от электродвигателей к колёсным парам были односторонними.
Двухосные тележки моторных и прицепных вагонов имели люлечное подвешивание с эллиптическими рессорами системы Н. К. Галахова. Нагрузка от кузова передавалась на люльку тележки через два скользуна системы Ганц — Ронан, располагавшихся под углом 38° к оси люльки. Люлька была подвешена к раме тележки, которая через четыре комплекта из двух цилиндрических пружин и два продольных балансира опиралась на буксы.
Диаметр всех колёс дизель-поезда по кругу катания без износа составлял 1050 мм.

### Силовая установка
Особенностью дизель-поезда ДП является разделение силовой установки на две части: главная — для привода движущих колёсных пар, дополнительная — для вспомогательных устройств и системы управления.
Таким образом, в машинном отделении моторного вагона размещались два дизельных двигателя системы Ганц — Ендрашик (венг. Ganz — Jendrassik): типа XVI-JV 170/240 номинальной мощностью 600 л. с. (440 кВт) для привода тягового генератора и дизель типа VI-JST 170/240 номинальной мощностью 220 л. с. (160 кВт) для привода вентиляторов холодильника, компрессора и вспомогательного генератора трёхфазного тока частотой 50 Гц. У обоих дизелей диаметр цилиндров и ход поршней, соединённых с главными шатунами, а также многие детали были такими же, как у дизелей типа VIII-JaR 170/240 трёхвагонного дизель-поезда ДП.
Главный дизель типа XVI-JV 170/240 (главная силовая установка) являлся четырёхтактным предкамерным и имел шестнадцать расположенных в два ряда цилиндров, размещённых V-образно под углом 40° симметрично вертикальной продольной плоскости; ход прицепных поршней составлял 236 мм. Диапазон рабочих чисел оборотов составлял 900—1150 в минуту; при частоте вращения вала 1100 об/мин расход топлива составлял 170 г/(л. с.-ч). Масса дизеля вместе с генератором равнялась 10 000 кг. Пуск дизеля осуществлялся главным генератором, который в это время работал в режиме двигателя, получая электроэнергию от аккумуляторной батареи.
Все узлы двигателя крепились к верхней части картера. Каждый цилиндровый ряд состоял из четырёх блоков по два цилиндра в каждом. В блоках имелось пространство для охлаждающей цилиндры воды. При запуске двигателя сначала включались в работу цилиндры левого ряда, затем — правого. Порядок работы цилиндров каждого ряда — 1—5—7—3—8—4—2—6 (счёт цилиндров со стороны, противоположной маховику).
Мощность силовой установки независимо от профиля пути поддерживалась постоянной, что позволяло осуществлять её работу с высокой эффективностью. Полная мощность дизеля могла быть достигнута только при скоростях выше 70 км/ч, так как при более низких скоростях имело место ограничение по предельной величине тока машин электропередачи на их длительном режиме. Эта же причина определяла возможную минимальную скорость. Эта особенность дизель-поезда предопределила его эксплуатацию на высоких скоростях движения.
Вспомогательный дизель типа VI-JST 170/240 имел шесть цилиндров, расположенных вертикально в один ряд; номинальная частота вращения его вала составляла 1150 об/мин. Запуск дизеля осуществлялся от вспомогательного генератора. Удельный расход топлива такой же, как и у главных дизелей.

### Силовая передача
Силовая передача дизель-поезда — электрическая постоянного тока. Главный генератор каждого моторного вагона был подключён к двум сериесным тяговым электродвигателям, включённым параллельно. Подвешивание электродвигателей — опорно-осевое. Передача к осям зубчатая, односторонняя.

### Тормозное оборудование
Тормозное оборудование, использовавшееся на дизель-поезде, — пневматическое системы Кнорра — Ламбертсена. Тормозной компрессор дизель-поезда был двухступенчатым, имел два цилиндра низкого и один цилиндр высокого давления. Его производительность составляла 1500 л/мин. Тормозные колодки прижимались к движущим колёсам с обеих сторон под действием двух тормозных цилиндров, каждый из которых был связан с колодками только одной стороны тележки.

### Электрооборудование
Главный генератор типа ЕВSS 41/200 был рассчитан на длительную мощность 400 кВт (ток 870 А, напряжение длительного режима 460 В, максимальное напряжение 620 В). Он питал два параллельно включённых тяговых электродвигателя. Генератор имел пусковую обмотку и три обмотки смешанного возбуждения, одна из которых была подключена к зажимам якоря генератора, вторая — в цепь аккумуляторной батареи, а третья (противокомпаундная) — в цепь тяговых электродвигателей, которая с увеличением тока тяговых электродвигателей уменьшала напряжение генератора. Это позволяло оставить за машинистом управление только частотой вращения валов главных дизелей.
Вспомогательный генератор трёхфазного тока (длительная мощность 155 кВт, максимальный ток 223 А, номинальное напряжение 380 В, номинальное число оборотов 1000 об/мин) питал различные трёхфазные электродвигатели, располагавшиеся на вагонах дизель-поезда. Часть из этих электродвигателей служила для привода генераторов постоянного тока, которые использовались для зарядки аккумуляторных батарей, питания цепей управления и освещения вагонов.
Тяговые электродвигатели типа TC 31,32/14 с последовательным возбуждением имели максимальную частоту оборотов 1820 об/мин, в длительном режиме — 1130 об/мин (мощность 180 кВт, ток 435 А, напряжение длительного режима 460 В, максимальное — 620 В).
В каждом прицепном вагоне располагался генератор освещения мощностью 3,3 кВт (ток 51 А, напряжение 65 В, число оборотов — 1480 в минуту), работавший от трёхфазного мотора мощностью 5,5 л. с. Генераторы освещения моторных вагонов имели мощность 5,2 кВт, напряжение 65 В, ток 60 А, число оборотов — 1490 в минуту. На моторных вагонах были установлены щелочные аккумуляторные батареи типа КО-20-5 ёмкостью 200 А·ч и напряжением 60—65 В, на прицепных вагонах — батареи ёмкостью 90 А·ч, включавшие по 40 элементов.

### Прочее оборудование
Климатическая установка дизель-поезда предназначалась для поддержания температуры воздуха в приемлемом для пассажиров диапазоне. Устройства климатической системы располагались частично в кузове вагона, частично — на вспомогательной раме, крепившейся к раме вагона. Климатическая установка включала в себя: фреоновый компрессор, конденсаторы фреона (общей площадью поверхности около 200 м2), дегидратор, фильтры. На потолках вагонов размещался испаритель (теплообменник общей площадью поверхности 120 м2), с которым соединялся радиатор отопления площадью 60 м2. Регулирование работы климатической установки происходило посредством вентилей, установленных в шкафах, расположенных в багажном отделении одного и почтовом отделении другого моторных вагонов. В качестве фреона использовался дифтордихлорметан в количестве 45—50 кг, который, испаряясь, охлаждал воздух вагонов. К климатической установке относилась также система охлаждения питьевой воды.
Работа климатической установки осуществлялась по следующему принципу: газообразный фреон засасывался компрессором, где сжимался до 8—15 атм, и сжижался в конденсаторах. Жидкий фреон поступал в испарители, через которые двойными вентиляторами прогонялся воздух вагонов с примешанным к нему небольшим количеством наружного воздуха. Для поглощения влаги, попадавшей во фреон, использовался дегидратор (поглотитель — активированный алюминий). Выключение установки обеспечивалось выключением компрессора, после чего система охлаждения переставала действовать. Включение установки производилось фрикционной муфтой, управляемой электропневматическим вентилем.
Радиатор отопления предназначался для подогрева воздуха в вагонах. Радиатор был включён в систему водяного охлаждения дизелей и получал тепло от работающих двигателей. При низких температурах окружающего воздуха климатическая установка демонтировалась, и на её место устанавливались дополнительные радиаторы отопления.

### Интерьер
В моторных вагонах (головных) за кабиной управления располагались машинное отделение, багажное помещение, купе для пассажиров с мягкими местами (три четырёхместных и одно двухместное), служебное помещение с двумя мягкими местами, кипятильник, туалет, а напротив них — котёл для отопления. Кабина управления отделялась от машинного отделения звуконепроницаемой перегородкой. В вагонах были оборудованы конденсированные климатические установки, действовавшие автоматически. В каждом вагоне располагались полуавтоматические топки, сжигавшие дизельное топливо, обеспечивая водяное отопление вагонов.

#### Пассажирский салон
В трёх прицепных вагонах было по девять четырёхместных и по одному двухместному купе для пассажиров, служебное помещение на два места; в четвёртом прицепном вагоне размещались кухня, буфет, пять четырёхместных, одно двухместное купе для пассажиров и служебное помещение на четыре места. Во всех прицепных вагонах, также как и в моторных, имелись туалеты и котлы для отопления. Общее количество мест в поезде для пассажиров составляло 164, для обслуживающего персонала — 14.
Для отделки салонов была применена полированная фанера из орехового дерева. Стенки кухни, машинного отделения и кабины машиниста обшиты алюминиевым листом. Полки в купе мягкие пружинные. Окна состояли из двух рам: внутренняя (зимняя) рама — съёмная, имела форточку, откидывающуюся внутрь, наружная рама опускалась целиком, открывая окно наполовину. На случай сильных морозов были предусмотрены специальные шерстяные одеяла, которые крепились на окно с помощью кнопок.
Поезда отличались высоким комфортом и пользовались популярностью у пассажиров. Выражение поехать «на дизеле» означало путешествие, не уступающее по уровню комфорта «Красной Стреле». Все вагоны дизель-поезда имели категорию «мягкий» (М).

#### Кабина машиниста

Интерьер кабины машиниста дизель-поезда ДП-04.

В передней части головных моторных вагонов размещалась кабина машиниста с постом управления. При нормальной эксплуатации управление составом могло осуществляться с любого из двух постов.
На пульте управления машиниста, размещённом на посту управления, были расположены контроллер машиниста, реверсивная рукоятка, тормозной кран, ручной тормоз, тахометр оборотов главного двигателя, рукоятка изменения числа оборотов дизеля, манометры давления масла в системе смазки дизеля и давления в тормозной магистрали, дистанционный термометр, амперметр, вольтметр, скоростемер, также позволявший записывать скорость на ленту. Комплект приборов, располагавшихся на пульте, был таким же, как и на трёхвагонном дизель-поезде, однако их взаимное расположение подверглось значительным изменениям.
Ведение и обслуживание состава осуществлялись машинистом и двумя помощниками. Для связи между постами управления предусматривались телефон и световая сигнализация. Система управления дизель-поездом — электро-пневматическая.

### Изменения в конструкции
Дизель-поезда № 04-08 конструктивно незначительно отличались от дизель-поездов № 01-03. У поездов с № 04 была увеличена высота кузовов, в соответствии с габаритом, принятым для советских железных дорог; также изменилась планировка вагонов. У поездов с № 06 была усовершенствована электрическая схема, улучшилась конструкция рессорного подвешивания, буксовых узлов и системы охлаждения дизеля.

## Дизель-поезда завода Ганц сходной конструкции
Дизель-поезд ДП являлся представителем семейства дизель-поездов завода Ганц, строившихся с конца 1930-х годов, в частности, к этому же семейству принадлежит поступивший ранее на железные дороги Советского Союза трёхвагонный дизель-поезд ДП. Тем не менее, все они имели заметные различия конструкции.
В 1954 году 4 дизель-поезда этого типа поступили на железные дороги Германии, где получили обозначение VT 12.14 (по более поздней классификации — BR 181.0) и в течение нескольких лет использовались на маршруте Берлин — Гамбург. Впоследствии данные поезда ходили по маршруту Берлин — Прага — Вена, а с середины 1960-х на маршрутах из Берлина во Франкфурт-на-Одере, Нойбранденбург, Айзенхюттенштадт. В 1970-х годах они были отставлены от работы.

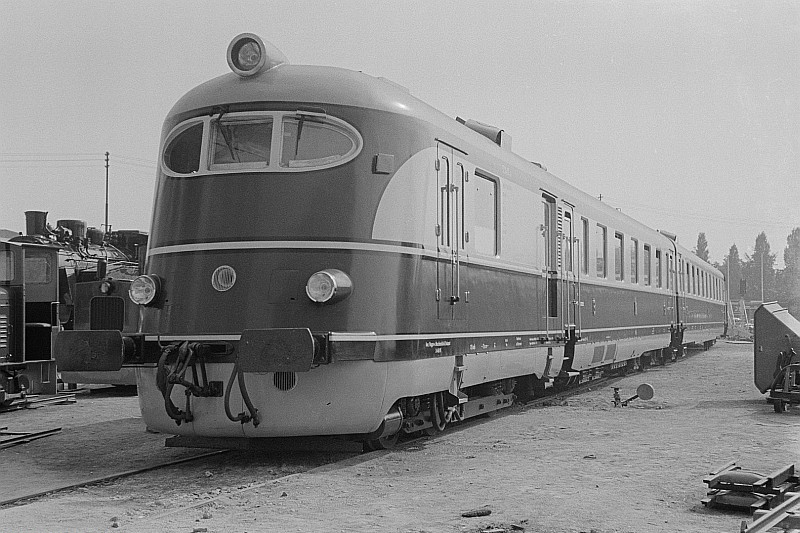
Дизель-поезд серии VT 14.12, 1954
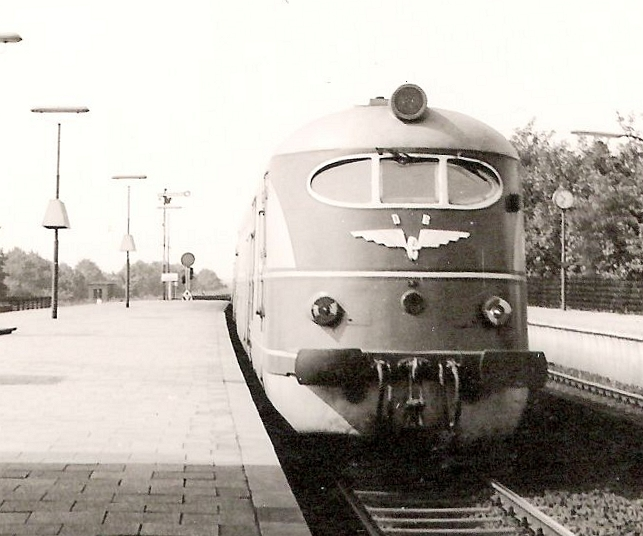
Берлин — Гамбург, 1959
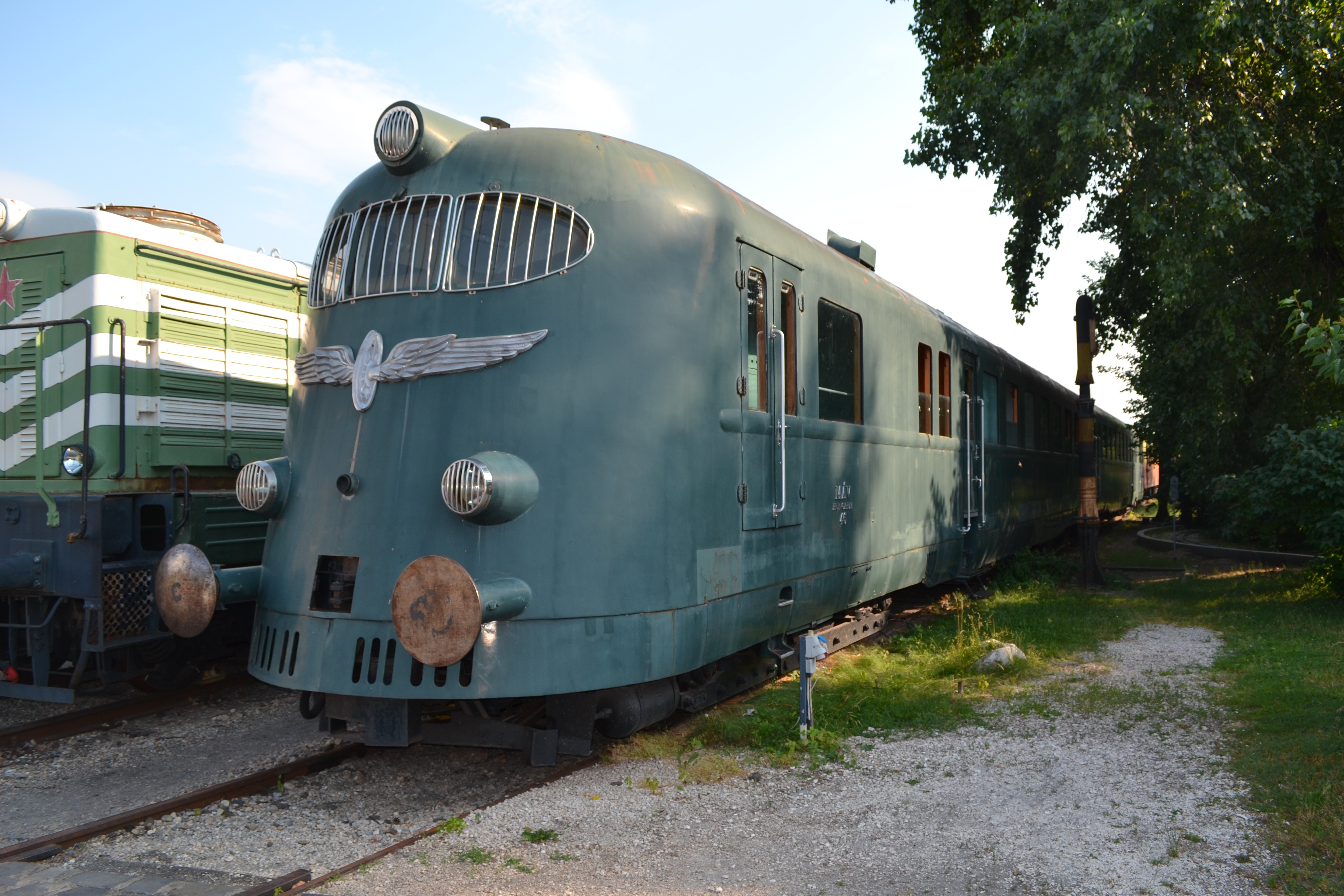
Дизель-поезд «Hargita», сохранённый в Будапештском железнодорожном музее

После войны правительством Чехословакии были закуплены трёх- и четырёхвагонные поезда того же типа. Согласно принятой на железных дорогах Чехословакии классификации, они получили обозначение M 495.0 (по более поздней классификации — M 295.0). Дизель-поезда использовались как для внутренних, так и для внешних перевозок. В ходе эксплуатации был выявлен ряд проблем: так, четырёхвагонный поезд на подъёме 16 ‰ мог развить скорость не выше 46 км/ч, несколько раз был допущен сход подвижного состава. В 1968 году последние дизель-поезда этой серии были отставлены от работы.
По состоянию на 2017 год сохранился состав из двух головных вагонов дизель-поезда «Hargita», который экспонируется в Будапештском железнодорожном музее.
| Дизель-поезда производства Ганц-МАВАГ 1940-х — 1950-х гг. | Дизель-поезда производства Ганц-МАВАГ 1940-х — 1950-х гг. | Дизель-поезда производства Ганц-МАВАГ 1940-х — 1950-х гг. | Дизель-поезда производства Ганц-МАВАГ 1940-х — 1950-х гг. | Дизель-поезда производства Ганц-МАВАГ 1940-х — 1950-х гг. | Дизель-поезда производства Ганц-МАВАГ 1940-х — 1950-х гг. | Дизель-поезда производства Ганц-МАВАГ 1940-х — 1950-х гг. | Дизель-поезда производства Ганц-МАВАГ 1940-х — 1950-х гг. | Дизель-поезда производства Ганц-МАВАГ 1940-х — 1950-х гг. | Дизель-поезда производства Ганц-МАВАГ 1940-х — 1950-х гг. | Дизель-поезда производства Ганц-МАВАГ 1940-х — 1950-х гг. |
| Страна                                                    | Обозначение                                               | Начало выпуска                                            | Выпущено                                                  | Составность                                               | vmax, км/ч                                                | Масса, т                                                  | Давл. на ось, т                                           | Габарит, мм                                               | Двигатель                                                 | Мощность, л. с.                                           |
| --------------------------------------------------------- | --------------------------------------------------------- | --------------------------------------------------------- | --------------------------------------------------------- | --------------------------------------------------------- | --------------------------------------------------------- | --------------------------------------------------------- | --------------------------------------------------------- | --------------------------------------------------------- | --------------------------------------------------------- | --------------------------------------------------------- |
| Венгрия                                                   | «Hargita»                                                 | 1944                                                      | 3                                                         | 4                                                         | 120                                                       | 190                                                       | 15                                                        | 94800×3861×2830                                           | XII JV 170/240                                            | 2×450                                                     |
| СССР                                                      | ДП (1-10)                                                 | 1946                                                      | 10                                                        | 3                                                         | 100                                                       | 132                                                       | 14                                                        | 77474×3905×2800                                           | VIII-JаR 170/240                                          | 2×320                                                     |
| СССР                                                      | ДП (01—08)                                                | 1950                                                      | 8                                                         | 6                                                         | 105                                                       | 354                                                       | 20                                                        | 158700×3910×3030                                          | XVI-JV 170/240                                            | 2×600                                                     |
| Аргентина                                                 | CM 1820                                                   | 1951                                                      | 16                                                        | 4                                                         | 120                                                       | 229                                                       | 17                                                        | 106806×4140×3260                                          | XII JVf 170/240                                           | 2×600                                                     |
| Чехословакия                                              | M 495.0                                                   | 1953                                                      | 6                                                         | 4/3                                                       | 125                                                       | 195                                                       | 15                                                        | 96030×3861×2830                                           | XII JV 170/240                                            | 2×450                                                     |
| ГДР                                                       | 12.14                                                     | 1954                                                      | 3                                                         | 4/3                                                       | 125                                                       | 198                                                       | 15                                                        | 96030×3861×2830                                           | XII JV 170/240                                            | 2×450                                                     |

Серия получила дальнейшее развитие, став основой при создании дизель-поездов для ряда стран. Опыт постройки трёхвагонных и шестивагонных дизель-поездов серии ДП был использован при проектировании в 1960 году для железных дорог Советского Союза трёхвагонных дизель-поездов, первоначально также получивших обозначение ДП (впоследствии — просто Д) и незначительно отличавшихся от последних четырёхвагонных дизель-поездов серии Д1.

## Культура
Предполагается, что в пьесе румынского писателя Михаила Себастьяна «Безымянная звезда» (на основе которой был поставлен одноимённый советский фильм), под «дизель-электропоездом Бухарест-Синая» имелся в виду дизель-поезд серии ДП (или «Харгита»).